# Пародия (растение)
Паро́дия (лат. Parodia) — род растений семейства Кактусовые. Назван в честь парагвайского ботаника Лоренсо Раймундо Пароди (1895—1966).
Согласно современной версии систематики кактусовых, в состав рода Пародия включены такие известные и популярные среди любителей роды, как нотокактус, виггинзия, эриокактус, бразиликактус и некоторые другие. Впрочем, многие из этих нововведений оспариваются рядом ботаников и ботанических школ.

## Ботаническое описание

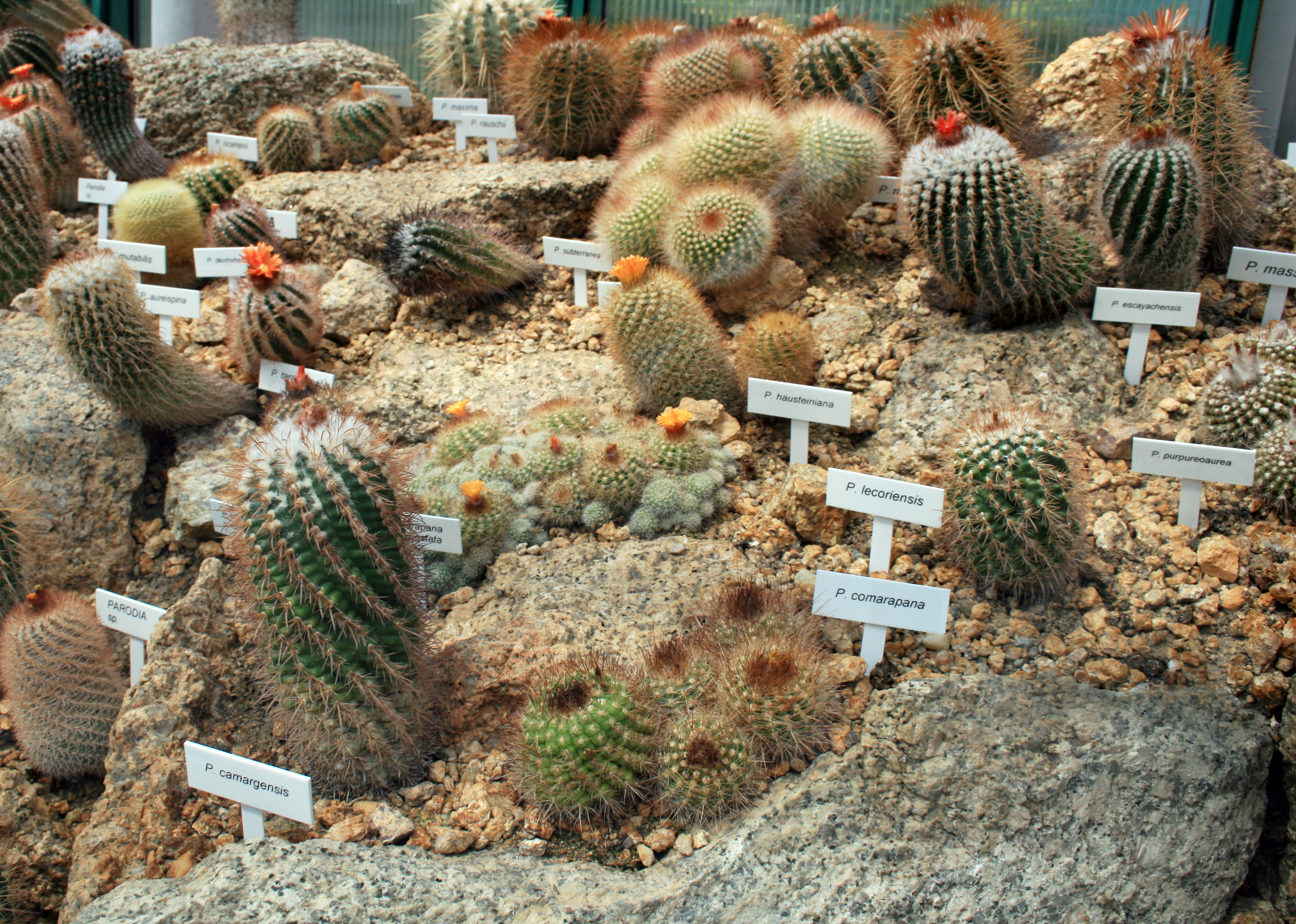
Различные пародии в ботаническом саду Либереца

Стебель шаровидный или коротко-цилиндрический, отчётливо ребристый, с невысокими бугорками. Ареолы с белым опушением.
Радиальных колючек до сорока, от 0,5 до 1,5 см длиной; центральных колючек от одной до пяти, одна из них часто загнута крючком.
Цветки воронковидные, жёлтых, оранжевых или красных тонов. Цветочная трубка с волосками и колючками.
Плоды сухие, мелкие, также покрыты волосками и колючками.

## Распространение и среда обитания
Ареал рода охватывает Боливию, Парагвай, Уругвай, северную Аргентину, центральную и южную Бразилию.
Представители рода встречаются на высоте 2000—3000 м над уровнем моря, среди камней, в трещинах скал, иногда в траве.
До Первой мировой войны были известны только три вида пародии. В начале и середине 1920-х годов чешский путешественник и ботаник Альберт Фрич открыл новые виды в нагорных и горных областях северо-западной Аргентины и Боливии, в Парагвае, южной и центральной Бразилии. Около десятка новых видов Фрич привёз в Европу из своих последних путешествий в Южную Америку, описав их под новым родовым названием Microspermia (мелкосемянник). Однако доктор Карло Спегаццини присоединил привезённые Фричем растения к прежнему роду Пародия, таким образом, существенно расширив число видов. Красивейшими из видов, привезённых Фричем, стали пародии снежная и кровавоцветковая:162. Впоследствии по следам Фрича большое количество новых видов пародии привёз из тех же мест его ученик, Курт Баккеберг. Практически с момента своего открытия пародии вошли в число самых популярных растений у кактусоводов. Пик интереса к этому роду пришёлся на 1970—1990-е годы, когда были образованы даже отдельные международные организации любителей пародий и нотокактусов, в частности, Internoto.

## Пародии в культуре
Пародии — излюбленные растения кактусоводов. Это утверждение тем более верно, если учесть все виды, влитые в этот род из числа прежних нотокактусов, виггинзий, эриокактусов и бразиликактусов. Отзывчивые на уход, пародии обильно и красиво цветут, они декоративны — в любой сезон. У большинства собственно пародий (растений из старого рода пародия) можно видеть яркоокрашенные крючковидные (или загнутые) центральные колючки. В культуре пародии требуют много летнего солнца и плохо размножаются черенками.

Этот род представляет собой «аристократию» среди южноамериканских кактусов. И хотя мы заключили такое обозначение в кавычки, но в этих кактусах, действительно, есть что-то благородное и особенное, что выходит за пределы понятия «красота». Это небольшие, достигающие средних размеров, растения правильной геометрической формы и имеющие нежный элегантный внешний вид. Их рёбра, в большей или меньшей степени или совершенно распределённые по спиралевидным рядам бородавчатых бугорков, покрыты густыми шипами, которые отличаются необычайной пестротой окраски. Их долгоцветущие бархатные цветки, хотя и невелики, но относятся к самым красивым.:233— Александр Урбан, «Колючее чудо»

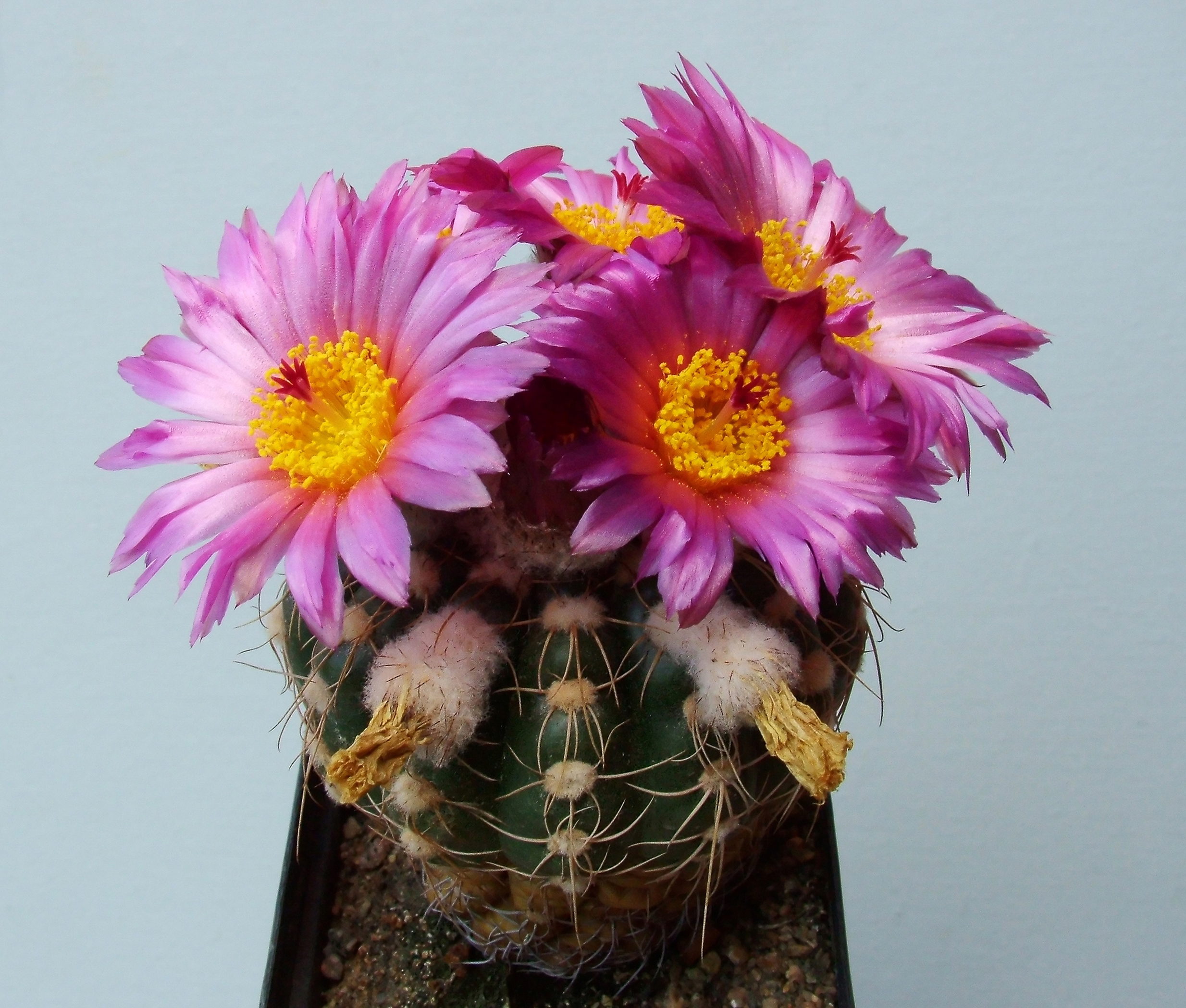
Notocactus uebelmannianus
(или Parodia werneri)

Всем пародиям необходимы хорошо проницаемая земляная смесь с высоким содержанием крупнозернистого песка, много солнца и свежего воздуха, а также хорошее увлажнение летом, при условии, что корневая система растений хорошо развита. Зимой пародии содержат в полной сухости при температуре 5-10°С. Семена пародий (очень мелкие у растений из «старого рода») в отличие от большинства других кактусов лучше прорастают в темноте.:301
Выращивание пародий из семян считается одной из самых трудных дисциплин в культивировании кактусов. Дело в том, что семена пародий мелки как пыль, а проросшие растеньица почти неразличимы без увеличительного стекла, и похожи на микроскопическую зелёную ряску. В первый год жизни пародии очень уязвимы. Они растут очень медленно, а прививка их крайне затруднительна. Проблемы с пародиями кончаются с третьего года жизни — они растут хорошо, как и все остальные сеянцы кактусов, а некоторые виды достаточно скоро зацветают. Пародии старшего возраста не следует лишний раз пересаживать, чтобы не травмировать корни. Побеги их лучше не отделять от материнского растения — поскольку они трудно укореняются и скорее всего погибнут.:234 Последняя информация также имеет отношение только к растениям из «старого рода» пародия. Многие виды «бывших» нотокактусов, напротив, отличаются необычайно лёгким укоренением, а некоторые даже образуют своеобразные столоны, в частности, особенно этим известна пародия (нотокактус) Отто.

## Классификация

### Роды-синонимы
Следующие роды были объединены с родом Пародия:
- Acanthocephala Backeb.
- Brasilicactus Backeb.
- Brasiliparodia F.Ritter
- Brasilocactus Fric
- Chrysocactus Y.Itô
- Dactylanthocactus Y.Itô
- Eriocactus Backeb.
- Eriocephala Backeb.
- Friesia Fric
- Hickenia Britton & Rose
- Jauhisoparodia Gabriel Blackhat
- Malacocarpus Salm-Dyck
- Microspermia Fric
- Neohickenia Fric
- Notocactus (K.Schum.) Fric
- Sericocactus Y.Itô
- Wigginsia D.M.Porter

Включение рода Нотокактус (типового рода трибы, см. Таксономия семейства Кактусовых) в род Пародия было произведено организацией International Organization for Succulent Plant Studies в конце 1980-х и до сих пор считается спорным.

### Таксономическое положение
Согласно современной систематике род относится к трибе Notocacteae подсемейства Cactoideae.
Согласно классификации Бакеберга, род Пародия относится к подтрибе Южные шаровидные кактусы (Austrocactinae Backeb.) трибы Цереусовые (Cereeae Britton et Rose) подсемейства Цереусовые (Cereoideae Schum.). Род насчитывает около 50 видов.
| - Подрод Parodia (включая Notocactus) - Parodia allosiphon - Parodia arnostiana - Parodia aureicentra - Parodia ayopayana - Parodia buiningii - Parodia carambeiensis - Parodia chrysacanthion - Parodia columnaris - Parodia comarapana - Parodia commutans - Parodia concinna - Parodia concinna subsp. concinna - Parodia concinna subsp. agnetae - Parodia concinna subsp. blaauwiana - Parodia crassigibba - Parodia curvispina - Parodia erinacea - Parodia erubescens - Parodia formosa - Parodia fusca - Parodia hausteiniana - Parodia herteri - Parodia horstii - Parodia langsdorfii - Parodia linkii - Parodia maassii - Parodia mammulosa - Parodia mammulosa subsp. mammulosa - Parodia mammulosa subsp. brasiliensis - Parodia mammulosa subsp. erythracantha - Parodia mammulosa subsp. eugeniae - Parodia mammulosa subsp. submammulosa - Parodia meonacantha - Parodia microsperma - Parodia microsperma subsp. microsperma - Parodia microsperma subsp. horrida - Parodia mueller-melchersii - Parodia mueller-melchersii subsp. mueller-melchersii - Parodia mueller-melchersii subsp. gutierrezii - Parodia mueller-melchersii subsp. winkleri - Parodia muricata - Parodia neoarechavaletae - Parodia neohorstii - Parodia nivosa - Parodia nothominuscula - Parodia nothorauschii - Parodia ocampoi - Parodia ottonis - Parodia ottonis subsp. ottonis - Parodia ottonis subsp. horstii - Parodia oxycostata - Parodia oxycostata subsp. oxycostata - Parodia oxycostata subsp. gracilis - Parodia penicillata - Parodia permutata - Parodia procera - Parodia ritteri - Parodia rudibuenekeri - Parodia rudibuenekeri subsp. rudibuenekeri - Parodia rudibuenekeri subsp. glomerata - Parodia rutilans - Parodia rutilans subsp. rutilans - Parodia rutilans subsp. veeniana - Parodia saint-pieana - Parodia schwebsiana - Parodia scopa - Parodia scopa subsp. scopa - Parodia scopa subsp. marchesii - Parodia scopa subsp. neobuenekeri - Parodia scopa subsp. succinea - Parodia sellowii - Parodia stockingeri - Parodia stuemeri - Parodia subterranea - Parodia tabularis - Parodia tabularis subsp. tabularis - Parodia tabularis subsp. bommeljei - Parodia taratensis - Parodia tenuicylindrica - Parodia tilcarensis - Parodia tuberculata - Parodia turbinata - Parodia turecekiana - Parodia werdermanniana - Parodia werneri - Parodia werneri subsp. werneri - Parodia werneri subsp. pleiocephala - Подрод Eriocactus (Backeb.) F.H.Brandt - Parodia leninghausii - Parodia magnifica - Parodia nigrispina - Parodia schumanniana - Parodia schumanniana subsp. schumanniana - Parodia schumanniana subsp. claviceps - Parodia warasii - Подрод Brasilicactus (Backeb.) F.H.Brandt - Parodia alacriportana - Parodia alacriportana subsp. alacriportana - Parodia alacriportana subsp. brevihamata - Parodia alacriportana subsp. buenekeri - Parodia alacriportana subsp. catarinensis - Parodia haselbergii - Parodia haselbergii subsp. haselbergii - Parodia haselbergii subsp. graessneri - Parodia rechensis |